# Operator (programiranje)
U računalnom programiranju, operator je računalni konstrukt definiran unutar programskog jezika, koji se ponaša poput funkcije, ali se razlikuje sintaksom.
Operatori se razlikuju prema broju operanada koje primaju i prema tipu podatka koji vraćaju kao rezultat.

## Unarni operatori
Unarni operatori primaju jedan operand. To su:
- logički NE (NOT) - vrši logičku negaciju nad boolean varijablom
- inkrement (++) - vrši operaciju uvećanja broja za jedan
- dekrement (--) - vrši operaciju umanjenja broja za jedan
- adresni operator (&) - vraća memorijsku adresu varijable

## Binarni operatori
Binarni operatori primaju dva operanda. To su:
- logički ILI (OR) - vraća istinu ako je ijedan operand istinit
- logički I (AND) - vraća istinu ako su oba operanda istinita
- operatori usporedbe (manje (ili jednako) od, veće (ili jednako) od, jednako, različito) - vraćaju boolean rezultat
- aritmetički zbroj (+)
- aritmetička razlika (-)
- aritmetički umnožak (*)
- aritmetički količnik (/)
- aritmetički modulo (%) - vraća cjelobrojni ostatak pri dijeljenju
- operator pridruživanja (=)
- operator obnavljajućeg pridruživanja - omogućuje kraći zapis aritmetičkih operacija (a=a+5 -> a+=5)
- neki programski jezici (C#, JavaScript, PHP) koriste operator nultog spajanja (Null coalescing operator) (a ?? b) - ako je vrijednost a jednaka null ili neodređena tada vraća vrijednost b, u suprotnom vraća a

## Ternarni operatori
Ternarni operatori primaju tri operanda. U računarstvu postoji jedan ternarni operator:
- uvjetni (kondicionalni) operator (ponekad ternarni operator) (?:) - operator predikatne logike (uvjet ? ako je istina : ako je laž)

## Preopterećenje operatora
Neki objektno orijentirani programski jezici dopuštaju dodavanje funkcija klasama kako bi se definiralo ponašanje operatora u ne-standardnim uvjetima. Primjer je uporaba operatora + na tipu string u svrhe konkatenacije ('ab' + 'cd'='abcd'). Programski jezik C++ zadano dopušta uoprabu operatora + na stringu.

Kod niže pisan u C++-u definira klasu Kompleksni i razne preopterećene operatore:  
```
class
 
Kompleksni
{

    
public
:

        
double
 
re
,
 
im
;
 
//kompleksni broj sadrži realni i imaginarni dio

    
Kompleksni
(){}

    
Kompleksni
(
double
 
x
,
 
double
 
y
)
 
:
 
re
(
x
),
 
im
(
y
)
 
{}
 
//preopterećenje konstruktora

    
Kompleksni
 
operator
 
+
(
double
 
re
);
 
// preopterećenje: kompleksni + double (ali ne obrnuto)

};

//članska funkcija (deklarirana iznad) - dopušta kompleksni + double ALI NE obrnuto

Kompleksni
 
Kompleksni
::
operator
 
+
(
double
 
re
){

    
return
 
Kompleksni
(
this
->
re
 
+
 
re
,
 
im
);

}

//preopterećenje: ne-članska funkcija - dopušta double + kompleksni

Kompleksni
 
operator
 
+
(
double
 
re
,
 
Kompleksni
 
Z
){

    
return
 
Z
 
+
 
re
;
 
// već definirano članskom operatorskom funkcijom

}

// preopterećenje prefiks operatora ++ (++i)

Kompleksni
&
 
Kompleksni
::
operator
 
++
(){

    
++
re
;

    
++
im
;

    
return
 
*
this
;

}

// preopterećenje sufiks operatora ++ (i++)

Kompleksni
 
Kompleksni
::
operator
 
++
(
int
){

    
Kompleksni
 
Pom
 
=
 
*
this
;

    
re
++
;

    
im
++
;

    
return
 
Pom
;

}

// preopterećenje operatora za unos kompleksnog broja

istream
&
 
operator
 
>>
(
istream
&
 
ulaz
,
 
Kompleksni
&
 
Z
){

    
ulaz
 
>>
 
Z
.
re
 
>>
 
Z
.
im
;

    
return
 
ulaz
;

}

// preopterećenje operatora za ispis kompleksnog broja

ostream
&
 
operator
 
<<
(
ostream
&
 
izlaz
,
 
Kompleksni
 
Z
){

    
izlaz
 
<<
 
Z
.
re
 
<<
 
" + "
 
<<
 
Z
.
im
 
<<
 
"i"
;

    
return
 
izlaz
;

}

```